# Französische Rugby-Union-Meisterschaft 1993/94
Die Saison 1993/94 war die 95. Austragung der französischen Rugby-Union-Meisterschaft (französisch Championnat de France de rugby à XV). Sie umfasste 32 Mannschaften in der ersten Division (heutige Top 14).
Die Meisterschaft begann mit der Qualifikationsrunde, in der je acht Mannschaften in vier Gruppen aufeinander trafen. Die Erst- bis Viertplatzierten beider Gruppen zogen in die nächste Runde ein. Die 16 übrig gebliebenen Mannschaften wurden in vier Gruppen mit je vier Mannschaften eingeteilt, die Erst- und Zweitplatzierten dieser Gruppen qualifizierten sich für das Viertelfinale. Im Endspiel, das am 28. Mai 1994 im Parc des Princes in Paris stattfand, trafen die zwei Halbfinalsieger aufeinander und spielten um den Bouclier de Brennus. Dabei setzte sich Stade Toulousain gegen die AS Montferrand durch und errang zum elften Mal den Meistertitel.
Es gab vier Absteiger, die im Anschluss an die erste Qualifikationsrunde ermittelt wurden. Die vier am schlechtesten platzierten Mannschaften jeder Qualifikationsgruppe traten in der Abstiegsrunde in vier Vierergruppen gegeneinander an. Die vier schlechtesten stiegen in die zweite Division ab, während die Gruppensieger um den (sportlich bedeutungslosen) Coupe André Moga spielten.

## Qualifikation

### Erste Runde
|    | Team               | Siege | Unent. | Ndlg. | Spiel- punkte | Diff. | Tabellen- punkte |
| -- | ------------------ | ----- | ------ | ----- | ------------- | ----- | ---------------- |
| 1. | CA Bègles-Bordeaux | 9     | 0      | 5     | 345:214       | + 131 | 32               |
| 2. | Castres Olympique  | 8     | 1      | 5     | 361:224       | + 137 | 31               |
| 3. | AS Montferrand     | 8     | 0      | 6     | 312:292       | + 20  | 30               |
| 4. | Aviron Bayonnais   | 8     | 0      | 6     | 232:239       | − 7   | 30               |
| 5. | CA Brive           | 7     | 0      | 7     | 255:255       | ± 0   | 28               |
| 6. | FCS Rumilly        | 6     | 1      | 7     | 203:206       | − 3   | 27               |
| 7. | RRC Nice           | 6     | 0      | 8     | 238:238       | ± 0   | 26               |
| 8. | CA Périgueux       | x     | x      | x     | 173:451       | − 278 | 20               |

|    | Team               | Siege | Unent. | Ndlg. | Spiel- punkte | Diff. | Tabellen- punkte |
| -- | ------------------ | ----- | ------ | ----- | ------------- | ----- | ---------------- |
| 1. | FC Auch            | 9     | 1      | 4     | 307:205       | + 102 | 33               |
| 2. | Stade Toulousain   | 9     | 1      | 4     | 511:221       | + 290 | 33               |
| 3. | FC Grenoble        | 9     | 0      | 5     | 409:286       | + 123 | 32               |
| 4. | US Dax             | 8     | 1      | 5     | 397:218       | + 179 | 31               |
| 5. | Stadoceste Tarbais | 7     | 0      | 7     | 280:369       | − 89  | 28               |
| 6. | Stade Dijonnais    | 5     | 1      | 8     | 253:333       | − 80  | 25               |
| 7. | Stade Montois      | 4     | 1      | 9     | 205:482       | − 277 | 23               |
| 8. | Avenir Valencien   | 2     | 1      | 11    | 194:442       | − 248 | 19               |

|    | Team                | Siege | Unent. | Ndlg. | Spiel- punkte | Diff. | Tabellen- punkte |
| -- | ------------------- | ----- | ------ | ----- | ------------- | ----- | ---------------- |
| 1. | SU Agen             | 8     | 1      | 5     | 335:226       | + 109 | 31               |
| 2. | Biarritz Olympique  | 8     | 1      | 5     | 225:213       | + 12  | 31               |
| 3. | CS Bourgoin-Jallieu | 8     | 0      | 6     | 314:219       | + 95  | 30               |
| 4. | RC Narbonne         | 8     | 0      | 6     | 289:205       | + 84  | 30               |
| 5. | RC Nîmes            | 7     | 0      | 7     | 208:227       | − 19  | 28               |
| 6. | Section Paloise     | 6     | 2      | 6     | 222:251       | − 29  | 28               |
| 7. | FC Lourdes          | 5     | 2      | 7     | 186:325       | − 139 | 26               |
| 8. | SC Graulhet         | 3     | 0      | 11    | 185:298       | − 113 | 20               |

|    | Team                  | Siege | Unent. | Ndlg. | Spiel- punkte | Diff. | Tabellen- punkte |
| -- | --------------------- | ----- | ------ | ----- | ------------- | ----- | ---------------- |
| 1. | USA Perpignan         | 9     | 1      | 4     | 349:213       | + 136 | 33               |
| 2. | Racing Club de France | 9     | 0      | 5     | 253:216       | + 37  | 32               |
| 3. | US Colomiers          | 8     | 1      | 5     | 272:218       | + 54  | 31               |
| 4. | RC Toulon             | 8     | 0      | 6     | 289:167       | + 122 | 30               |
| 5. | Stade Bordelais       | 8     | 0      | 6     | 254:242       | + 12  | 30               |
| 6. | Montpellier RC        | 6     | 3      | 5     | 189:233       | − 44  | 29               |
| 7. | AS Béziers            | 3     | 1      | 10    | 138:227       | − 89  | 21               |
| 8. | Lyon OU               | 2     | 0      | 12    | 137:365       | − 228 | 18               |

### Zweite Runde (Top 16)
|    | Team               | Siege | Unent. | Ndlg. | Spiel- punkte | Diff. | Tabellen- punkte |
| -- | ------------------ | ----- | ------ | ----- | ------------- | ----- | ---------------- |
| 1. | Stade Toulousain   | 4     | 1      | 1     | 145:87        | + 58  | 15               |
| 2. | RC Narbonne        | 3     | 0      | 3     | 123:89        | + 34  | 12               |
| 3. | CA Bègles-Bordeaux | 2     | 1      | 3     | 112:111       | + 1   | 11               |
| 4. | US Colomiers       | 2     | 0      | 4     | 60:153        | − 83  | 10               |

|    | Team                  | Siege | Unent. | Ndlg. | Spiel- punkte | Diff. | Tabellen- punkte |
| -- | --------------------- | ----- | ------ | ----- | ------------- | ----- | ---------------- |
| 1. | FC Grenoble           | 4     | 0      | 2     | 102:91        | + 11  | 14               |
| 2. | AS Montferrand        | 3     | 0      | 3     | 97:94         | + 3   | 12               |
| 3. | Racing Club de France | 3     | 0      | 3     | 127:118       | + 9   | 12               |
| 4. | Biarritz Olympique    | 2     | 0      | 4     | 75:98         | − 23  | 10               |

|    | Team             | Siege | Unent. | Ndlg. | Spiel- punkte | Diff. | Tabellen- punkte |
| -- | ---------------- | ----- | ------ | ----- | ------------- | ----- | ---------------- |
| 1. | RC Toulon        | 4     | 1      | 1     | 116:36        | + 80  | 15               |
| 2. | SU Agen          | 4     | 1      | 1     | 85:50         | + 35  | 15               |
| 3. | Aviron Bayonnais | 2     | 0      | 4     | 63:126        | − 63  | 10               |
| 4. | FC Auch          | 1     | 0      | 5     | 62:114        | − 52  | 8                |

|    | Team                | Siege | Unent. | Ndlg. | Spiel- punkte | Diff. | Tabellen- punkte |
| -- | ------------------- | ----- | ------ | ----- | ------------- | ----- | ---------------- |
| 1. | US Dax              | 4     | 0      | 2     | 122:109       | + 13  | 14               |
| 2. | CS Bourgoin-Jallieu | 3     | 1      | 2     | 107:85        | + 22  | 13               |
| 3. | USA Perpignan       | 3     | 0      | 3     | 102:99        | + 3   | 12               |
| 4. | Castres Olympique   | 1     | 1      | 4     | 58:96         | − 38  | 9                |

## Abstiegsrunde
|    | Team            | Siege | Unent. | Ndlg. | Spiel- punkte | Diff. | Tabellen- punkte |
| -- | --------------- | ----- | ------ | ----- | ------------- | ----- | ---------------- |
| 1. | SC Graulhet     | 4     | 0      | 2     | 117:106       | + 11  | 14               |
| 2. | CA Brive        | 3     | 0      | 3     | 106:81        | + 25  | 12               |
| 3. | Stade Dijonnais | 2     | 1      | 3     | 70:97         | − 27  | 11               |
| 4. | AS Béziers      | 2     | 1      | 3     | 62:64         | − 2   | 11               |

|    | Team               | Siege | Unent. | Ndlg. | Spiel- punkte | Diff. | Tabellen- punkte |
| -- | ------------------ | ----- | ------ | ----- | ------------- | ----- | ---------------- |
| 1. | Nice RRC           | 4     | 1      | 1     | 83:62         | + 21  | 15               |
| 2. | Section Paloise    | 3     | 0      | 3     | 78:66         | + 12  | 13               |
| 3. | Stadoceste Tarbais | 3     | 0      | 3     | 75:85         | − 10  | 10               |
| 4. | Lyon OU            | 2     | 0      | 4     | 37:67         | − 30  | 10               |

|    | Team           | Siege | Unent. | Ndlg. | Spiel- punkte | Diff. | Tabellen- punkte |
| -- | -------------- | ----- | ------ | ----- | ------------- | ----- | ---------------- |
| 1. | RC Nîmes       | 6     | 0      | 0     | 160:41        | + 119 | 18               |
| 2. | Montpellier RC | 3     | 0      | 3     | 83:92         | − 9   | 12               |
| 3. | CA Périgueux   | 2     | 0      | 4     | 63:109        | − 46  | 10               |
| 4. | Stade Montois  | 1     | 0      | 5     | 54:118        | − 64  | 8                |

|    | Team             | Siege | Unent. | Ndlg. | Spiel- punkte | Diff. | Tabellen- punkte |
| -- | ---------------- | ----- | ------ | ----- | ------------- | ----- | ---------------- |
| 1. | FCS Rumilly      | 4     | 0      | 2     | 73:60         | + 13  | 14               |
| 2. | Stade Bordelais  | 4     | 0      | 2     | 101:84        | + 17  | 14               |
| 3. | Avenir Valencien | 2     | 1      | 3     | 73:81         | − 8   | 11               |
| 4. | FC Lourdes       | 1     | 1      | 4     | 91:113        | − 22  | 9                |

## Finalphase

### Viertelfinale
| Datum        | Begegnung                      | Ergebnis |
| ------------ | ------------------------------ | -------- |
| 14. Mai 1994 | US Dax – CS Bourgoin-Jallieu   | 18:09    |
| 14. Mai 1994 | Stade Toulousain – RC Narbonne | 26:12    |
| 14. Mai 1994 | AS Montferrand – RC Toulon     | 15:08    |
| 14. Mai 1994 | FC Grenoble – SU Agen          | 15:11    |

### Halbfinale
| Datum        | Begegnung                    | Ergebnis |
| ------------ | ---------------------------- | -------- |
| 21. Mai 1994 | Stade Toulousain – US Dax    | 30:25    |
| 21. Mai 1994 | AS Montferrand – FC Grenoble | 22:15    |

### Finale
| 28. Mai 1994 | Stade Toulousain                                                                               | 22 : 16       | AS Montferrand                                                         | Parc des Princes, Paris Zuschauer: 48.000 Schiedsrichter: Marc Desclaux |
| 28. Mai 1994 | Versuche: Cazalbou (1) Erhöhungen: Deylaud (1) Straftritte: Deylaud (3) Dropgoals: Deylaud (2) | (6:9) Bericht | Versuche: Juillet (1) Erhöhungen: Pradier (1) Straftritte: Pradier (3) | Parc des Princes, Paris Zuschauer: 48.000 Schiedsrichter: Marc Desclaux |

Aufstellungen
Stade Toulousain:

Startaufstellung: Franck Belot, David Berty, Christian Califano, Olivier Carbonneau, Philippe Carbonneau, Jérôme Cazalbou, Jean-Luc Cester, Albert Cigagna, Christophe Deylaud, Joël Dupuy, Hugues Miorin, Émile Ntamack, Claude Portolan, Régis Sonnes, Patrick Soula 

Auswechselspieler: Thomas Castaignède, Patrick Diniz, Christophe Guiter, Jean Joanny, Didier Lacroix, Ugo Mola
AS Montferrand:

Startaufstellung: Fabien Bertrand, Arnaud Costes, Gilles Darlet, Christophe Duchêne, Christophe Juillet, Éric Lecomte, Jean-Marc Lhermet, Philippe Marocco, Emmanuel Menieu, Éric Nicol, Marc Pradier, Fabrice Ribeyrolles, Philippe Saint-André, Raphaël Saint-André, Jean-Philippe Versailles 

Auswechselspieler: Raphaël Chamelot, Ghislain Couchard, Gaëtan Hery, Patrick Ladouce, Olivier Mallaret, Laurent Romeu